# Liste der Kulturdenkmale in Haselau
In der Liste der Kulturdenkmale in Haselau sind alle Kulturdenkmale der schleswig-holsteinischen Gemeinde Haselau (Kreis Pinneberg) und ihrer Ortsteile aufgelistet (Stand: 10. März 2025).

## Legende
In den Spalten befinden sich folgende Informationen:
- Objekt-ID: die Nummer des Kulturdenkmales
- Lage: die Adresse des Kulturdenkmales und die geographischen Koordinaten. Kartenansicht, um Koordinaten zu setzen. In der Kartenansicht sind Kulturdenkmale ohne Koordinaten mit einem roten Marker dargestellt und können in der Karte gesetzt werden. Kulturdenkmale ohne Bild sind mit einem blauen Marker gekennzeichnet, Kulturdenkmale mit Bild mit einem grünen Marker.
- Offizielle Bezeichnung: Bezeichnung des Kulturdenkmales
- Beschreibung: die Beschreibung des Kulturdenkmales
- Bild: ein Bild des Kulturdenkmales

## Sachgesamtheiten
| Objekt-ID      | Lage                                     | Offizielle Bezeichnung | Beschreibung | Bild            |
| -------------- | ---------------------------------------- | ---------------------- | --- | --------------- |
| 40789 Wikidata | Dorfstraße (53° 39′ 43″ N, 9° 37′ 19″ O) | Dreikönigskirche       | Aktualisierung vorgesehen - Begründung: geschichtlich, künstlerisch, städtebaulich, Kulturlandschaft prägend - Schutzumfang: Dreikönigskirche mit Ausstattung, Kirchhof | Fotos hochladen |

## Bauliche Anlagen
| Objekt-ID     | Lage                                                    | Offizielle Bezeichnung           | Beschreibung | Bild            |
| ------------- | ------------------------------------------------------- | -------------------------------- | --- | --------------- |
| 6814 Wikidata | Altendeicher Chaussee 159 (53° 39′ 40″ N, 9° 34′ 22″ O) | Wohn- und Wirtschaftsgebäude     | Wandständerscheune; um 1811; queraufgeschlossene Scheune von vier Fach, abgewalmtes Reetdach zu den Schmalseiten mit Vollwalm - Begründung: geschichtlich, Kulturlandschaft prägend - Schutzumfang: Wandständerscheune, - Denkmaltyp: Bauliche Anlage | Fotos hochladen |
| 3075 Wikidata | Dorfstraße (53° 39′ 43″ N, 9° 37′ 18″ O)                | Dreikönigskirche mit Ausstattung | Die Kirche ist im Kern gotisch (14. Jhd.). An das saalartige Kirchenschiff schließt sich im Osten der rechteckige, etwas eingezogene Chor an. In der Nordwand befindet sich ein alter gotischer Türsims mit der Inschrift „help got / caspar melchior baltazar“ dargestellt in gotischen Minuskeln. Der seit 1960 bestehende Name Heilig-Dreikönigs-Kirche geht darauf zurück. Große Veränderungen erfuhr der Bau in der Zeit von 1858 bis 1866 durch H. Krüger. Die Südwand wurde neu gestaltet. Dabei wurden große Fenster eingefügt, und es entstand das südliche Vorhaus. Alteintragung (Aktualisierung vorgesehen) - Begründung: geschichtlich, künstlerisch, städtebaulich - Schutzumfang: Alteintragung (Aktualisierung vorgesehen) - Denkmaltyp: Bauliche Anlage, Sachgesamtheit: Dreikönigskirche | Fotos hochladen |

## Gründenkmale
| Objekt-ID      | Lage                                     | Offizielle Bezeichnung | Beschreibung | Bild            |
| -------------- | ---------------------------------------- | ---------------------- | --- | --------------- |
| 19781 Wikidata | Dorfstraße (53° 39′ 43″ N, 9° 37′ 18″ O) | Kirchhof               | Alteintragung (Aktualisierung vorgesehen) - Begründung: geschichtlich, Kulturlandschaft prägend - Schutzumfang: gesamtes Objekt - Denkmaltyp: Gründenkmal, Sachgesamtheit: Dreikönigskirche | Fotos hochladen |

## Ehemalige Kulturdenkmale
Bis zum Inkrafttreten der Neufassung des schleswig-holsteinischen Denkmalschutzgesetzes am 30. Januar 2015 waren in der Gemeinde Haselau nachfolgend aufgeführte Objekte als Kulturdenkmale gemäß §1 des alten Denkmalschutzgesetzes (DSchG SH 1996) geschützt:
| Objekt-ID | Lage                                                    | Offizielle Bezeichnung         | Beschreibung | Bild            |
| --------- | ------------------------------------------------------- | ------------------------------ | ------------ | --------------- |
|           | (53° 39′ 41″ N, 9° 37′ 32″ O)                           | Ehemalige Burganlage           |              | Fotos hochladen |
|           | Altendeicher Chaussee 161 (53° 39′ 40″ N, 9° 34′ 17″ O) | Reetgedecktes Hallenhaus       |              | Fotos hochladen |
|           | Dorfstraße 32 (53° 39′ 50″ N, 9° 37′ 11″ O)             | Wohn- und Wirtschaftsgebäude   |              | Fotos hochladen |
|           | Dorfstraße 32 (53° 39′ 50″ N, 9° 37′ 11″ O)             | Scheune                        |              | Fotos hochladen |
|           | Dorfstraße 36 (53° 39′ 52″ N, 9° 37′ 3″ O)              | Kindergarten, ehemalige Schule |              | Fotos hochladen |
|           | Haseldorfer Chaussee 14 (53° 39′ 20″ N, 9° 36′ 57″ O)   | Wohn- und Wirtschaftsgebäude   |              | Fotos hochladen |
|           | Hohenhorster Chaussee 56 (53° 38′ 48″ N, 9° 34′ 20″ O)  | Wohnhaus 1                     |              | Fotos hochladen |

## Quelle
- Liste der Kulturdenkmale in Schleswig-Holstein – Kreis Pinneberg (PDF)